# Porky's Movie Mystery
Porky's Movie Mystery est un cartoon réalisé par Bob Clampett, sorti en 1939.
Il met en scène Porky Pig.

## Synopsis
M. Motto (Porky) traque l'homme invisible.